# Titularbistum Aureliopolis in Asia
Aureliopolis in Asia (ital.: Aureliopoli di Asia) ist ein Titularbistum der römisch-katholischen Kirche.
Es geht zurück auf einen untergegangenen Bischofssitz in der antiken Stadt Tmolos (später Aureliopolis), die in der römischen Provinz Asia (heute westliche Türkei) lag. Der Bischofssitz war der Kirchenprovinz Ephesos zugeordnet.
| Titularbischöfe von Aureliopolis in Asia |                                                                                               |                                                                                        |                   |                    |
| Nr.                                      | Name                                                                                          | Amt                                                                                    | von               | bis                |
| 1                                        | Carlo Emanuele Madruzzo                                                                       | Koadjutorbischof von Trient                                                            | 24. August 1622   | 14. August 1629    |
| 2                                        | Kaspar Münster OCarm                                                                          | Weihbischof in Osnabrück (Deutschland)                                                 | 13. Februar 1631  | 5. Februar 1654    |
| 3                                        | Aegidius Gelenius                                                                             | Weihbischof in Osnabrück (Deutschland)                                                 | 29. November 1655 | 24. August 1656    |
| 4                                        | Johann Bischopinck (Bischopinck)                                                              | Weihbischof in Osnabrück (Deutschland)                                                 | 9. Juli 1657      | 19. September 1667 |
| 5                                        | Philip Michael Ellis OSB                                                                      | Apostolischer Vikar von Western District (Großbritannien)                              | 28. Januar 1688   | 3. Oktober 1708    |
| 6                                        | Daniele Delfino (Daniele Dolfino)                                                             | Koadjutorpatriarch von Aquileja (Italien)                                              | 14. April 1715    | 13. August 1734    |
| 7                                        | Innozenz vom heiligen Leopold OCD (Leopold Ludwig Wilhelm Ferdinand Reichsgraf von Kollonitz) | Apostolischer Koadjutorvikar von Malabar (Indien)                                      | 11. Dezember 1734 | 31. Oktober 1735   |
| 8                                        | Innozenz von Maria Opferung OCD (Johann Anton Strattmann)                                     | Apostolischer Koadjutorvikar von Malabar / Apostolischer Vikar von Groß Mogul (Indien) | 3. März 1738      | 6. Juni 1753       |
| 9                                        | Antonio Maria Ambiveri                                                                        |                                                                                        | 3. April 1775     |                    |
| 10                                       | Nicola Canino                                                                                 | emeritierter Bischof von Oppido Mamertina (Italien)                                    | 11. April 1951    | 15. Mai 1962       |
| 11                                       | Beniamino Nardone                                                                             | Kurienbischof                                                                          | 28. August 1962   | 19. Februar 1963   |
| 12                                       | Alfonso Uribe Jaramillo                                                                       | Weihbischof in Cartagena (Kolumbien)                                                   | 25. Juni 1963     | 6. April 1968      |